# Couvent Notre-Dame-du-Val
Pour les articles homonymes, voir Ordre des Célestins.
Le couvent Notre-Dame-du-Val est un ancien couvent de Célestins à Rouen, qui s’élevait près de l’ancienne porte Saint-Hilaire, entre le Robec et les remparts, sur le site actuel du CHRU Charles Nicolle.

## Historique
Ce couvent est fondé par Jean de Bedford, duc de Lancastre. Il fit venir et installer les Célestins dans son manoir de Chanteraine, ancienne maison de plaisance des ducs de Normandie, reçue de son frère, le roi d'Angleterre Henri V. En 1430, il y élève une chapelle. À sa mort, il lègue l’ensemble au couvent. Le roi Henri VI reconnaît le couvent et demande qu'il porte le nom de Val-de-la-Sainte-Vierge.
En 1449, Charles VII, qui met fin à l'occupation anglaise, promet aux Célestins une somme d'argent pour reconstruire le couvent. En échange, le couvent portera le nom de Notre-Dame-du-Val. En 1451, l'église et les bâtiments conventuels sont bénis.
En 1473, les Célestins de Paris font don à ceux de Rouen, en échange de messes chaque semaine, de tout le droit et propriété qu'ils avaient au Tronquay.
Jean de Hangest, sire de Genlis, chambellan du roi Louis XI et capitaine des châteaux de Rouen, fait achever l'église à ses frais en 1488. Il y est enterré en 1490.
En 1502, Georges Ier d’Amboise consacre la nouvelle église. En 1562, les Huguenots y causent de nombreux dégâts.
L'ordre des Célestins est supprimé par le pape en 1778, le cardinal de la Rochefoucauld réunit les biens du couvent au séminaire Saint-Nicaise, par une ordonnance de 1783.
La chapelle du couvent est détruite entre 1794 et 1820. Le 8 septembre 1820, le couvent est acquis par l’Hospice Général, aujourd’hui centre hospitalier universitaire Charles-Nicolle. Les dernières traces disparaissent à la fin du XXe siècle, lors de travaux d’aménagements de l'hôpital.